# 中華民國駐土耳其大使列表
本列表為中華民國駐土耳其共和國歷任大使與代表名錄。兩國已無正式外交關係。

## 無邦交時期

### 代表機構
1989年8月21日，中華民國設立具大使館功能的駐安卡拉臺北經濟文化辦事處（Taipei Economic and Cultural Office in Ankara）。1993年11月16日，升格為駐安卡拉臺北經濟文化代表團（Taipei Economic and Cultural Mission in Ankara）。

### 歷任代表（1989年至今）
| 姓名   | 任命           | 到任           | 免職           | 離任           | 外交銜級 對外名義 | 外交職務 本職職務         | 備註               | 備註 |
| ------ | -------------- | -------------- | -------------- | -------------- | ----------------- | ------------------------- | ------------------ | ---- |
| 林義民 | 1989年9月8日   | 1989年9月8日   | 1992年1月1日   |                | 代表              | 秘書                      | 升任組長           |      |
| 林義民 | 1992年1月1日   | 1992年1月1日   | 1996年1月31日  |                | 代表              | 組長                      | 升任副代表         |      |
| 林義民 | 1996年1月31日  | 1996年1月31日  | 1996年10月16日 | 1996年10月22日 | 代表              | 副代表                    |                    |      |
| 張仁堂 | 1996年10月16日 | 1996年12月15日 |                | 1999年3月23日  | 代表              | 代表                      |                    |      |
| 林義民 |                | 1999年3月16日  | 2004年5月11日  | 2004年6月10日  | 代表              | 代表                      | 再次派駐土耳其     |      |
| 劉國興 | 2004年8月10日  | 2004年8月31日  | 2005年3月4日   |                | 代表              | 副代表                    | 升任代表           |      |
| 劉國興 | 2005年3月4日   |                |                | 2008年7月2日   | 代表              | 代表                      |                    |      |
| 李明亮 | 2008年8月6日   | 2008年9月23日  |                | 2010年9月23日  | 代表              | 代表                      |                    |      |
| 陳進賢 |                | 2010年10月14日 | 2013年8月14日  | 2013年11月21日 | 代表              | 代表 特命全權大使         | [ 註 1 ]           |      |
| 鄭泰祥 | 2013年8月14日  | 2013年11月21日 |                | 2021年3月      | 代表              | 特命全權公使              |                    |      |
| 黃志揚 |                | 2021年3月12日  |                | 現任           | 代表              | 特命全權公使 特命全權大使 | 2023年10月升任大使 |      |

## 外部連結
- 駐安卡拉臺北經濟文化代表團（Facebook、Twitter、Instagram）